# Lliga neerlandesa de futbol 1896-97
La Lliga neerlandesa de futbol 1896–1897 va ser disputada per set equips de les ciutats d'Amsterdam, La Haia, Haarlem i Rotterdam. Els equips van participar en la competició que més tard s'anomenaria Eerste Klasse West. Com que el districte de futbol occidental dels Països Baixos era l'únic que tenia una competició en aquell moment, es podria considerar un campionat nacional. Va ser l'últim any que va ser així: la següent temporada marcaria la primera temporada de l'Eerste Klasse East, la qual cosa significava que el campió nacional es determinaria pels partits de play-off entre els guanyadors de cada divisió. El RAP Amsterdam va guanyar el campionat d'aquest any.

## Nou equip
- HBS Craeyenhout

## Classificació de la Lliga
| Pos. | Equip               | PJ | PG | PE | PP | GF | GC | Pts | DG  | Notes                               |
| ---- | ------------------- | -- | -- | -- | -- | -- | -- | --- | --- | ----------------------------------- |
| 1    | RAP                 | 12 | 10 | 1  | 1  | 52 | 10 | 21  | +41 | -                                   |
| 2    | HVV Den Haag        | 12 | 7  | 2  | 3  | 44 | 12 | 16  | +32 | -                                   |
| 3    | HBS Craeyenhout     | 12 | 7  | 0  | 5  | 20 | 22 | 14  | -2  | -                                   |
| 4    | Sparta Rotterdam    | 12 | 5  | 2  | 5  | 20 | 30 | 12  | -10 | -                                   |
| 5    | Rapiditas Rotterdam | 12 | 5  | 1  | 6  | 28 | 25 | 11  | +3  | -                                   |
| 6    | Victoria Rotterdam  | 12 | 3  | 2  | 7  | 19 | 43 | 8   | -24 | No participen la següent temporada. |
| 7    | Koninklijke HFC     | 12 | 1  | 0  | 11 | 10 | 51 | 2   | -41 | No participen la següent temporada. |

PJ = Partits jugats; PG = Partits guanyats; PE = Partits empatats; PP = Partits perduts; GF = Gols a favor; GC = Gols en contra; Pts = Punts; DG = Diferència de gols